# Amazing Stories
Vous lisez un « bon article » labellisé en 2025.
Pour les articles homonymes, voir Amazing Stories (homonymie).
Ne doit pas être confondu avec Amazing Stories Quarterly ou Amazing Science Stories.
Amazing Stories est un magazine de science-fiction américain lancé en avril 1926 par Hugo Gernsback à travers sa maison d'édition Experimenter Publishing.
Cette revue n'est pas la première à publier des histoires de science-fiction, mais elle est la première à être entièrement consacrée à ce genre, qu'elle contribue à populariser. Au cours de son histoire, elle passe entre les mains d'une demi-douzaine de propriétaires et rencontre fréquemment des difficultés budgétaires. Dès 1929, son fondateur perd le contrôle du magazine et est contraint de se déclarer en faillite. Après son rachat par Ziff Davis en 1938, le titre Amazing Stories connaît de meilleures ventes sous l'égide de son rédacteur en chef Raymond A. Palmer, bien qu'il soit considéré avec dédain par les fans de science-fiction de l'époque.
En 1953, alors que l'ère des pulps touche à sa fin, Amazing Stories passe au format digest. Le magazine est vendu à la Universal Publishing Company de Sol Cohen en 1965 et publie une sélection d'histoires déjà parues sans rien verser aux auteurs, donnant lieu à un conflit avec la toute jeune Science Fiction and Fantasy Writers of America. Ted White devient rédacteur en chef en 1969 et met un terme à cette pratique. Il rend son prestige à Amazing Stories qui est nommé à trois reprises pour le prix Hugo du meilleur magazine professionnel de 1970 à 1972. Le magazine subit un certain déclin après son départ, en 1979. La revue passe entre les mains de plusieurs propriétaires tentant en vain de lui donner un second souffle. Sa publication est suspendue en 2005, mais le périodique est relancé en 2012 par Steve Davidson, d'abord sous la formule d'un webzine puis à nouveau sur papier, à partir de l'année 2018.
L'objectif initial de Hugo Gernsback consiste à éduquer les lecteurs d'Amazing Stories en mêlant divertissement et information. Toutefois, son public préfère de loin les récits d'aventure, aussi improbables soient-ils. Dès lors, le magazine s'éloigne rapidement des idéaux de Gernsback, surtout après son départ en 1929. Son influence sur le genre est pourtant reconnue : en lançant le premier magazine de science-fiction pure, Gernsback a donné naissance à un nouveau marché de l'industrie de l'édition. Le courrier des lecteurs d'Amazing Stories contribue fortement à la naissance d'une communauté de fans très active. Si Amazing Stories joue rarement un rôle pionnier dans le monde de la science-fiction après les années 1920, c'est dans ses pages que des auteurs comme John W. Campbell, Isaac Asimov, Howard Fast, Ursula K. Le Guin, Roger Zelazny ou Thomas M. Disch ont publié leurs premières histoires.

## Origines

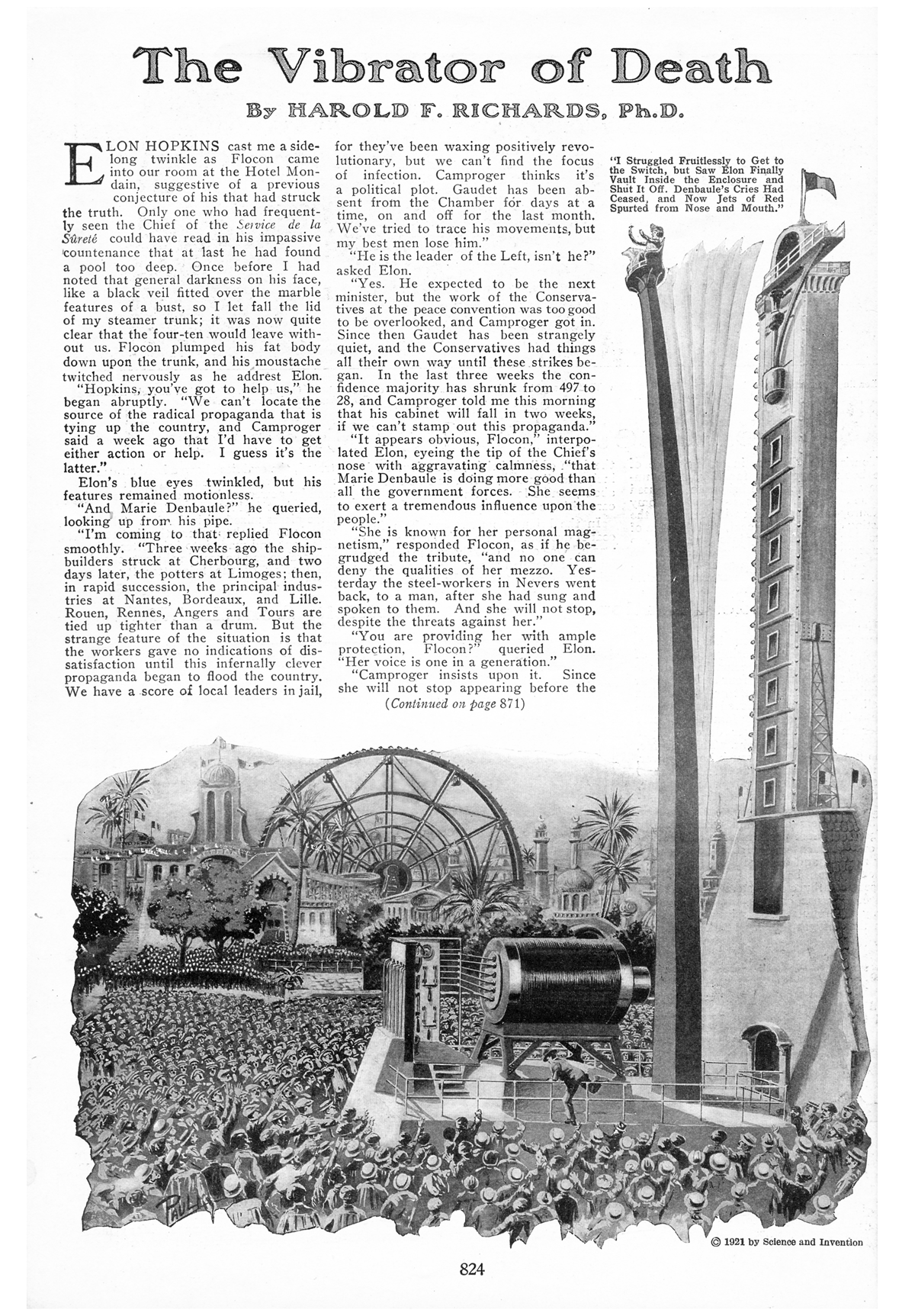
Une histoire de science-fiction illustrée par Frank R. Paul dans un numéro de Science and Invention en 1922.

À la fin du XIXe siècle, les magazines américains qui publient de la fiction commencent à proposer des histoires qui se déroulent dans le futur ou qui présentent de nouvelles inventions scientifiques. Le marché de la nouvelle se prête bien à ces récits inscrits dans la tradition de Jules Verne. Les magazines Munsey's Magazine (en) et Argosy, lancés en 1889 et 1896 respectivement, proposent chacun une poignée d'histoires de science-fiction chaque année. On en trouve également dans les magazines plus haut de gamme, tel que le McClure's Magazine, qui visent un public plus lettré. Néanmoins, au début du XXe siècle, la science-fiction (un genre qui ne porte pas encore ce nom) apparaît davantage dans les pulps que dans les magazines sur papier glacé,,.
En 1908, Hugo Gernsback, jeune inventeur américain d'origine luxembourgeoise, publie le premier numéro de Modern Electrics, un magazine qui s'adresse aux scientifiques autodidactes. Le succès est immédiat et Gernsback décide rapidement d'inclure des textes proposant une vision plus fantaisiste de la science, comme « Wireless on Saturn ». En avril 1911, le magazine présente le roman de Gernsback Ralph 124C 41+, plein d'inventions futuristes, sous forme de feuilleton à suivre. Deux ans plus tard, en 1913, Gernsback revend ses parts dans Modern Electrics à son associé et lance un nouveau magazine, Electrical Experimenter (rebaptisé Science and Invention en 1920), qui propose des articles scientifiques et des histoires de science-fiction.
Gernsback démarre un autre magazine en 1921, Practical Electrics, qui devient The Experimenter en 1924. Afin de sonder l'intérêt de ses lecteurs pour un périodique entièrement consacré à la science-fiction, il envoie une lettre à 25 000 d'entre eux, mais leur réaction est si tiède qu'il abandonne l'idée. Il décide pourtant en 1926 d'arrêter la publication de The Experimenter, qui doit laisser la place à un nouveau magazine de « scientifiction » baptisé Amazing Stories. T. O'Conor Sloane, rédacteur en chef de The Experimenter, prend la tête de ce périodique dont le premier numéro sort le 10 mars 1926, bien qu'il soit daté du mois d'avril sur la couverture.

## Histoire éditoriale

### Années 1920

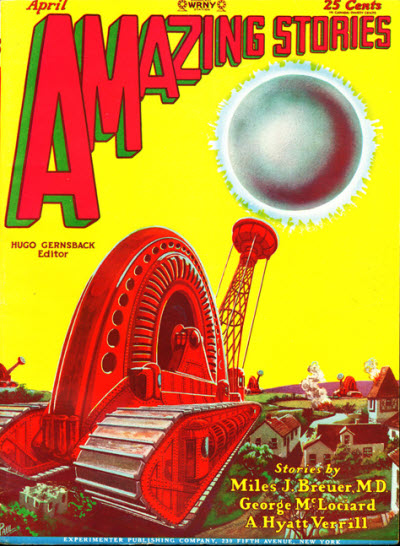
Le numéro d'avril 1929 est le dernier sous l'égide d'Hugo Gernsback.

Les premiers numéros d'Amazing Stories ne proposent que des rééditions d'histoires déjà parues ailleurs. Sa première histoire inédite, The Man From The Atom (Sequel) de G. Peyton Wertenbaker, paraît dans le numéro de mai 1926. La majeure partie du travail éditorial est effectuée par Sloane, mais Gernsback, qui est le seul rédacteur en chef crédité, conserve un droit de veto sur la fiction. Il embauche deux spécialistes, Conrad A. Brandt et Wilbur C. Whitehead, qui sont chargés de trouver des textes à rééditer. Les couvertures sont confiées à Frank R. Paul, un artiste qui collabore avec Gernsback depuis 1914 et qui a déjà réalisé de nombreuses illustrations pour les histoires de fiction parues dans Electrical Experimenter.
Amazing Stories se distingue des pulps en conservant le format bedsheet (216 × 298 mm) et le papier épais des magazines industriels. Le succès est immédiat et la circulation dépasse rapidement les 100 000 exemplaires par numéro. Afin de stimuler son lectorat, Gernsback organise de nombreux concours et propose dès 1927 une rubrique de courrier des lecteurs. Il lance également Amazing Stories Annual, un numéro annuel deux fois plus long que le magazine mensuel. Le premier numéro est vite épuisé, ce qui incite Gernsback à lancer une version trimestrielle, Amazing Stories Quarterly, qui dure 22 numéros.
Gernsback peine à payer ses auteurs et rembourser ses dettes à cause de l'étendue de ses investissements. Le 20 février 1929, son imprimeur et son fournisseur de papier, qui sont ses deux principaux créanciers, ouvrent une procédure de poursuite pour faillite à l'encontre de la maison d'édition Experimenter Publishing. Bernarr Macfadden (en), un autre éditeur, est soupçonné de les avoir incités à lancer cette procédure parce que Gernsback aurait refusé de lui vendre ses magazines,. Experimenter Publishing ne conteste pas la procédure et la faillite est prononcée le 6 mars 1929. Si Amazing Stories ne cesse pas d'être édité, Hugo Gernsback et son frère Sidney, qui s'occupait de la trésorerie, sont contraints de quitter la direction. Arthur H. Lynch devient alors rédacteur en chef, même si dans les faits, c'est toujours Sloane qui accomplit cette tâche. Le magazine est vendu par l'administrateur judiciaire Irving Trust à Bergan A. Mackinnon le 3 avril 1929.

### Années 1930

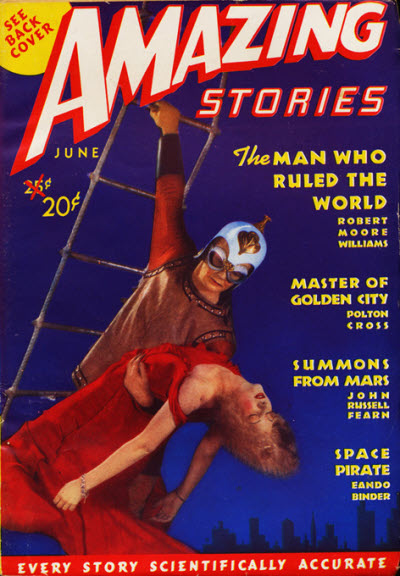
Le numéro de juin 1938 est le premier édité par Raymond A. Palmer.

En août 1931, le magazine est acquis par Teck Publications, une filiale de Macfadden Publications (en),. Les importantes ressources de cette entreprise protègent le magazine des conséquences de la Grande Dépression. Les numéros d'Amazing Stories Quarterly ont du mal à suivre le calendrier prévu, mais Amazing Stories, quant à lui, ne manque aucune publication. Néanmoins, les ventes chutent et le magazine cesse d'être rentable. Son tirage descend à 25 000 exemplaires en 1934 et il bascule sur un rythme de publication bimensuel en octobre de l'année suivante,.
En 1938, alors que Teck Publications souffre de problèmes financiers, le tirage du magazine tombe à 15 000 exemplaires. En janvier 1938, Ziff Davis reprend le magazine, qui déménage peu après à Chicago. Le numéro d'avril de la même année, publié par Ziff Davis, est le dernier sur lequel travaille Sloane. Bernard Davis, qui s'occupe du département éditorial de Ziff Davis, souhaite engager Roger Sherman Hoar (en) comme rédacteur en chef. Hoar décline la proposition de Davis, mais lui recommande de faire appel à Raymond A. Palmer, un amateur de science-fiction du cru. Palmer est engagé en février et prend la relève de Sloane à partir du numéro de juin 1938. En mai 1939, Ziff Davis ajoute Fantastic Adventures à sa collection, un magazine plutôt orienté vers la fantasy, également édité par Palmer. Ce dernier parvient rapidement à remettre Amazing Stories sur les rails. En novembre 1938, les ventes sont de nouveau suffisamment bonnes pour que le magazine retrouve une fréquence mensuelle, à l'exception d'une période entre 1943 et 1946 où il est brièvement bimensuel ou même trimestriel.

### Années 1940

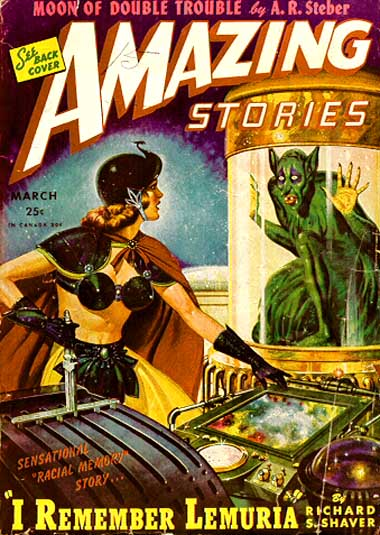
La couverture du numéro de mars 1945 annonce « I Remember Lemuria » de Richard S. Shaver.

En septembre 1943, Richard Shaver (en), un lecteur d'Amazing Stories, commence à correspondre régulièrement avec Palmer, qui lui demande d'écrire pour Amazing Stories. La première histoire de Shaver, « I Remember Lemuria », paraît dans le numéro de mars 1945, où elle est présentée comme un mélange de fiction et de vérité. Cette histoire rencontre un grand succès et augmente considérablement les ventes du magazine. Palmer décide par conséquent de publier un récit de Shaver dans chaque numéro, avec même un numéro spécial en juin 1947 entièrement consacré aux « mystères de Shaver ». Cependant, ces textes finissent par faire d'Amazing Stories la cible de moqueries, à l'image de l'article satirique de William S. Baring-Gould (en) paru en septembre 1946 dans Harper's Magazine. Ces réactions incitent Ziff Davis à serrer la bride à Palmer pour qu'il consacre moins de pages à Shaver. Le rédacteur en chef s'y astreint, mais ces histoires l'intéressent désormais davantage que la science-fiction. En 1947, il fonde Clark Publications et lance un magazine consacré au paranormal, Fate, l'année d'après. Il démissionne de Ziff Davis en 1949 afin de se consacrer entièrement à Fate et à d'autres magazines de ce genre.
L'écrivain Howard Browne, alors en congé payé afin d'écrire de la fiction pour Ziff Davis, reprend la direction d'Amazing Stories. Il commence par envoyer à la corbeille une grande quantité de textes accumulés par Palmer avant son départ qui représentent environ 300 000 mots, . Browne a l'ambition de rendre Amazing Stories plus respectable. Il est encouragé en ce sens par la décision de Street & Smith, une maison d'édition avec pignon sur rue, de se retirer totalement du marché des pulps à l'été 1949. Cette période voit le déclin des pulps au profit des livres de poche, d'où la volonté de Street & Smith de se concentrer sur les magazines au format slick (en). Même si quelques pulps conservent leur format historique, Browne parvient à persuader Ziff Davis que le futur se trouve dans le format slick. Son budget passe d'un à cinq centimes par mot afin qu'il puisse faire appel aux meilleurs auteurs, ce qui lui permet de solliciter des célébrités comme Isaac Asimov et Theodore Sturgeon. Browne produit un prototype en avril 1950 et prévoit de lancer le nouveau format d'Amazing Stories en avril 1951, à l'occasion du 25e anniversaire du magazine. Ses projets sont entravés par le déclenchement de la guerre de Corée, en juin 1950. Les conséquences économiques du conflit entraînent des coupes budgétaires chez Ziff Davis, qui abandonne l'idée du changement de format.

### Années 1950

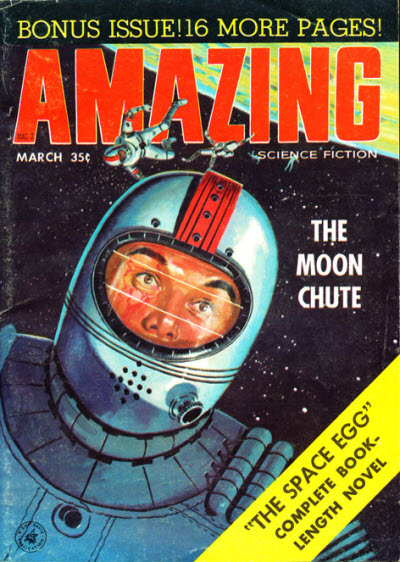
La couverture du numéro de mars 1958 annonce les 16 pages supplémentaires dont bénéficie le magazine.

L'intérêt de Browne pour Amazing Stories s'estompe avec l'abandon du changement de format. S'il continue à travailler pour Fantastic Adventures, un autre magazine de Ziff Davis, il abandonne la direction d'Amazing Stories à William Hamling (en) et Lila Shaffer. En décembre 1950, alors que les bureaux de Ziff Davis déménagent de Chicago à New York, Hamling reste à Chicago et Browne s'implique à nouveau dans le magazine.
En 1952, Browne convainc Ziff Davis d'essayer de publier un magazine de fantasy en petit format avec un papier de haute qualité. Le premier numéro de ce nouveau magazine, baptisé Fantastic, sort à l'été et rencontre un franc succès qui convainc Ziff Davis de passer Amazing Stories en petit format dès avril 1953. Le magazine adopte au même moment un calendrier de publication bimestriel. Cependant, le nombre de lecteurs diminue et les réductions budgétaires subséquentes entraînent une baisse de la qualité des histoires, aussi bien dans Amazing Stories que dans Fantastic. Ziff Davis décide par conséquent d'intégrer des histoires de science-fiction dans Fantastic pour augmenter les ventes, mais Browne, qui n'est pas particulièrement féru de SF, se désintéresse des magazines.
Paul W. Fairman remplace Browne en septembre 1956,. Plusieurs lecteurs du magazine ayant exprimé un intérêt pour des romans que le magazine n'a pas la place de publier, Bernard Davis décide de lancer Amazing Stories Science Fiction Novels, une collection de romans en parallèle au magazine. En fin de compte, elle ne publie qu'un seul roman, 20 Million Miles to Earth d'Henry Slesar, mais à partir du numéro de mars 1958, Amazing Stories bénéficie de 16 pages supplémentaires, ce qui lui permet de présenter des romans complets.
Fin 1958, Fairman quitte Ziff Davis pour rejoindre Ellery Queen's Mystery Magazine. Il est remplacé par Cele Goldsmith, embauchée comme secrétaire en 1955 avant de devenir rédactrice en chef assistante l'année suivante en raison de la charge de travail accrue liée au lancement de deux magazines éphémères, Dream World et Pen Pals. Craignant qu'elle ne soit pas à la hauteur, Ziff Davis embauche Norman Lobsenz comme consultant pour l'assister, mais elle se montre si compétente que Lobsenz est rapidement écarté.

### Années 1960

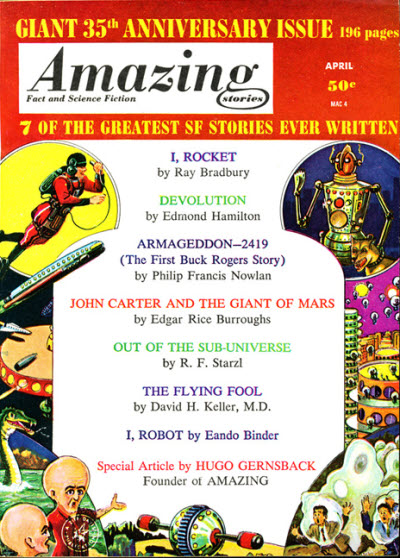
Le magazine célèbre son en avril 1961.

Avec le recul, Goldsmith est saluée par les historiens de la science-fiction pour ses innovations et son rôle dans les débuts d'écrivains tels qu'Ursula K. Le Guin ou Roger Zelazny, mais la circulation du magazine n'évolue pas favorablement sous son égide. En 1964, Ziff Davis imprime 27 000 magazines par numéro de Fantastic et à peine plus pour Amazing Stories. Au mois de mars de la même année, les deux magazines sont vendus à Ultimate Publishing Company, une maison d'édition dirigée par Sol Cohen et Arthur Bernhard,. Goldsmith décide de rester chez Ziff Davis. De son côté, Cohen engage Joseph Wrzos pour la remplacer à la tête d'Amazing Stories et Fantastic. La transition s'effectue avec les numéros d'août et de septembre 1965 des deux magazines respectivement, qui passent par la même occasion à un rythme de publication bimestriel,. Pour éviter qu'on l'estropie, le nom de Wrzos est orthographié Ross dans l'ours.
En rachetant le magazine, Cohen acquiert également les droits de reproduction de toutes les histoires qui y sont déjà parues. Wrzos parvient tout de même à le convaincre d'inclure une histoire inédite dans chaque numéro. En parallèle, Cohen publie Great Science Fiction et Science Fiction Classics qui ne sont constitués que d'histoires déjà parues. Cohen ne paie pas les auteurs qu'il publie dans ces magazines et il est rapidement attaqué par la Science Fiction Writers of America (SFWA) qui regroupe les auteurs professionnels de science-fiction depuis 1965. La SFWA organise un boycott des magazines publiés par Ultimate Publishing Company jusqu'à ce que Cohen cède à leurs demandes. Il verse dès lors aux auteurs une somme pour chaque histoire qu'il publie, d'abord forfaitaire, puis proportionnelle à la longueur du texte à partir d'août 1967. Harry Harrison joue le rôle d'intermédiaire entre la SFWA et Cohen tout au long des négociations. Lorsque Wrzos quitte son poste, en 1967, Cohen propose à Harrison de le remplacer. Ce dernier est alors rédacteur en chef de SF Impulse, un magazine britannique qui vient de disparaître. Harrison accepte l'offre de Cohen après avoir obtenu la garantie que les rééditions d'histoires cessent d'ici la fin de l'année. Il reprend l'édition du magazine en septembre 1967.
Dès février 1968, Harrison démissionne devant l'insistance de Cohen à continuer de rééditer des textes. Il propose le nom de Barry N. Malzberg pour le remplacer. Cohen connaît déjà Malzberg pour son travail à la Scott Meredith Literary Agency et croit qu'il sera plus enclin que Harrison à poursuivre les rééditions. Malzberg reprend le flambeau en avril 1968, mais il entre immédiatement en conflit avec Cohen au sujet des rééditions. En octobre 1968, un désaccord autour d'une illustration de couverture commandée par Malzberg incite celui-ci à menacer de démissionner. Cohen contacte Robert Silverberg, le président de la SFWA, et lui rapporte à tort que Malzberg a effectivement démissionné. Silverberg lui propose d'engager Ted White en remplacement. Cohen obtient l'accord de White, qui devient rédacteur en chef en mars 1969, et licencie Malzberg.

### Années 1970
Lorsque White arrive à la tête du magazine, Amazing Stories est imprimé à 38 500 exemplaires, parmi lesquels 4 % seulement sont destinés aux abonnés. C'est un chiffre remarquablement bas : au même moment, 35 % des ventes du magazine Analog Science Fiction and Fact se font par abonnement. C'est la femme de Cohen qui était chargée d'envoyer les magazines aux abonnés par voie postale, et Cohen n'a jamais essayé d'augmenter le nombre d'abonnements pour ne pas alourdir sa charge de travail. White s'efforce quant à lui d'augmenter le tirage du magazine, bien que Cohen ne fasse rien pour l'aider. La première modification qu'il effectue en ce sens est de réduire la police d'écriture afin de proposer davantage de contenu. Ce changement l'oblige également à augmenter le prix d'Amazing Stories et de Fantastic à 0,60 $, ce qui entraîne une baisse des ventes de 10 % entre 1969 et 1970,.
En 1972, White change le titre du magazine en Amazing Science Fiction afin de prendre ses distances vis-à-vis du passé pulp du magazine. Il ne perçoit qu'une modeste rémunération, si bien que ses amis relisent les manuscrits gratuitement. Cependant, la circulation continue à diminuer et tombe à 23 000 exemplaires en octobre 1975. Il n'est alors plus disposé à poursuivre au vu du manque de soutien financier de la part de Cohen. Il lui présente sa démission en 1975, mais Cohen le convainc de rester une année supplémentaire. En fin de compte, White reste rédacteur en chef jusqu'à la fin de 1978.
Le prix passe à 1,00 $ l'unité en novembre 1975. Dès mars 1976, les numéros sortent trimestriellement, si bien que le numéro célébrant le 50e anniversaire du magazine ne sort pas en avril, mais en juin 1976. En 1977, Cohen déclare qu'Amazing Science Fiction et Fantastic sont en déficit de 15 000 $, quand bien même les ventes se maintiennent à un niveau stable. Cohen cherche un éditeur susceptible de racheter les magazines, mais finit par revendre ses parts à son partenaire Arthur Bernhard,. White suggère à Bernhard qu'une refonte du magazine, accompagnée d'investissements substantiels, permettrait de relancer Amazing Science Fiction. Bernhard ignore sa suggestion et lui indique en outre qu'il ne touchera rien tant que le prochain numéro du magazine ne sera pas sorti. À la fin de l'année 1978, White démissionne et rend tous les manuscrits en sa possession à leurs auteurs, même ceux prêts à être publiés. D'après lui, c'est Bernhard qui lui a demandé de le faire, ce que l'intéressé nie.

### Années 1980-1990

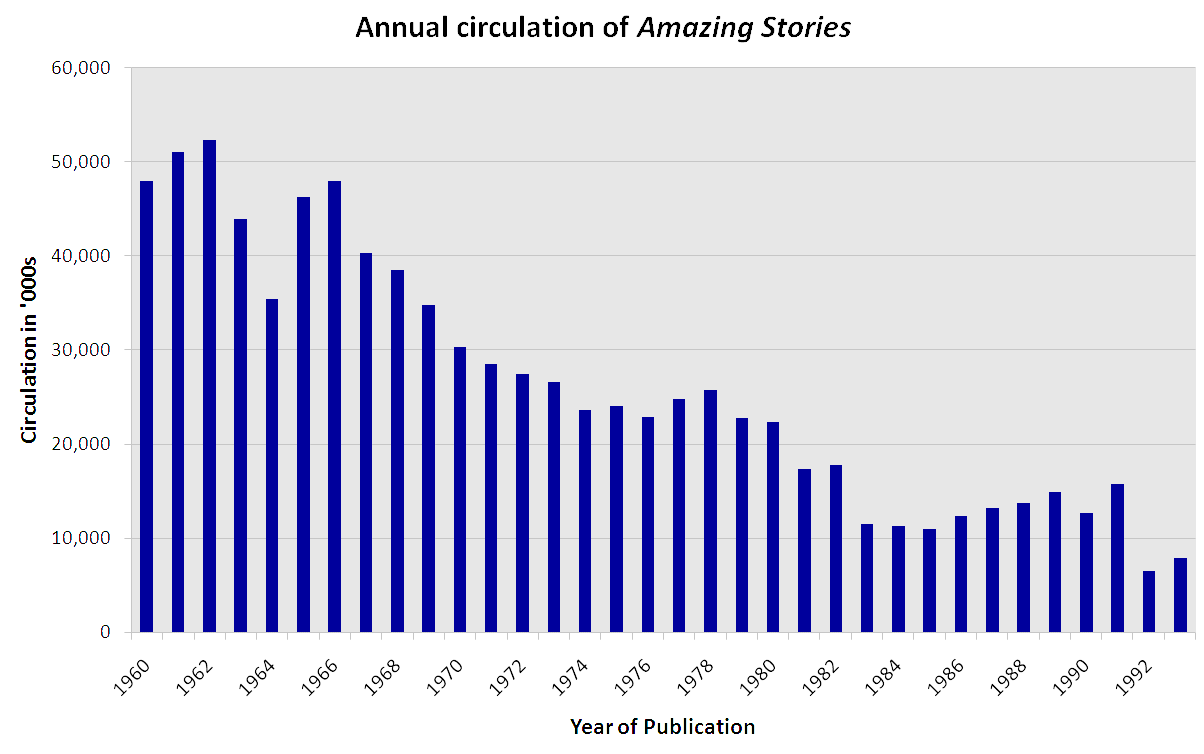
Évolution des ventes du magazine entre 1960 et 1994.

Elinor Mavor prend la relève en tant que rédactrice en chef au début de 1979. Elle a déjà travaillé pour Arthur Bernhard comme illustratrice dans plusieurs de ses magazines, mais jamais pour Amazing Stories. Elle a également été rédactrice en chef de Bill of Fare, un magazine spécialisé dans la restauration. Bien qu'elle lise beaucoup de science-fiction, elle ne connaît rien au monde des magazines de SF lorsqu'elle accepte le poste. Elle n'est d'ailleurs pas convaincue qu'elle sera acceptée en tant que femme, si bien qu'elle publie Amazing Stories et Fantastic sous le pseudonyme d'« Omar Gohagen » jusqu'à la fin de 1980. Voyant le tirage continuer de chuter, Mavor propose de lancer une campagne d'abonnements, mais Bernhard refuse et décide plutôt de fusionner ses deux magazines sous le nom d'Amazing Science Fiction Stories et d'en faire un bimensuel. Bernhard en profite pour réduire le salaire de Mavor après la fusion, puisqu'elle n'a plus qu'un seul magazine à éditer. Elle garde sa place sans réussir à enrayer le déclin des ventes, qui chutent à 11 000 exemplaires en 1982.
Bernhard prend sa retraite peu après la fusion et informe un certain nombre de personnes, dont Edward L. Ferman (en) (le rédacteur en chef de The Magazine of Fantasy & Science Fiction) et Joel Davis (de Davis Publications), qu'il envisage de vendre son magazine. Croyant être parvenu à un accord avec lui, Jonathan Post (de Emerald City Publishing) commence à solliciter des auteurs pour des nouvelles, mais les négociations entre les deux hommes échouent. Bernhard approche George H. Scithers, qui décline sa proposition mais le met en contact avec Gary Gygax de TSR. Le 27 mai 1982, TSR acquiert le droit des marques et les droits d'auteur d'Amazing Stories.
Scithers est engagé par TSR comme rédacteur en chef dès le numéro de novembre 1982. Il est remplacé par Patrick Lucien Price en septembre 1986, puis Kim Mohan (en) en mai 1991. TSR cesse la publication du magazine à l'hiver 1995 mais, peu après l'acquisition de TSR par Wizards of the Coast en 1997, Kim Mohan publie à nouveau le magazine. Après dix numéros, dont un numéro spécial 600e au début de l'an 2000, la publication s'arrête à nouveau après le numéro d'été 2000. La revue spécialisée de science-fiction Locus rapportait déjà en 1998 que la distribution d'Amazing Stories semblait faible.

### Années 2000-2020
En septembre 2004, Paizo Publishing acquiert les droits sur Amazing Stories et le publie mensuellement en version papier jusqu'en février 2005. Le numéro de mars 2005 est publié en format PDF puis, un an plus tard, Paizo annonce mettre fin à la publication du magazine. En septembre 2011, Steve Davidson acquiert les droits sur Amazing Stories. Trois numéros en ligne sortent entre 2012 et 2014, puis la publication est relancée de manière plus régulière à partir de septembre 2018. Pour mieux concilier vie privée et professionnelle, Davidson cède sa place d'éditeur à Kermit Woodall en 2022.

## Contenu et accueil

### Hugo Gernsback (1926-1929)

La couverture du numéro d'août 1928.

Dans l'éditorial du premier numéro d'Amazing Stories, Hugo Gernsback insiste sur la valeur éducative de la science-fiction en plus de son caractère distrayant. Son opinion diffère fortement de celle du grand public, qui considère le contenu des pulps comme entièrement dépourvu de valeur. Ce même numéro 1 ne comprend aucun texte inédit ; on y trouve notamment les nouvelles « Le Nouvel Accélérateur (en) » de H. G. Wells et « La Vérité sur le cas de M. Valdemar » d'Edgar Allan Poe, ainsi que la première partie du roman Hector Servadac de Jules Verne. Deux autres nouvelles sont reprises de Science and Invention, le précédent magazine de Gernsback : « The Man from the Atom » de G. Peyton Wertenbaker et « The Thing from—'Outside' » de George Allan England. Le sommaire est complété par The Man Who Saved the Earth d'Austin Hall, déjà parue dans All-Story Weekly.
Le courrier des lecteurs fait rapidement son apparition dans les pages d'Amazing Stories. Gernsback publie les adresses complètes des lecteurs qui écrivent au journal, ce qui leur permet ensuite de correspondre directement entre eux : c'est une nouveauté à une époque où les lecteurs de science-fiction sont rares et isolés. D'autres magazines font de même, ce qui contribue à la naissance au fandom de la science-fiction. Pour Lester del Rey, l'apparition de ce courrier des lecteurs « pourrait bien être l'un des événements les plus importants de l'histoire de la science-fiction ».
Amazing Stories contient peu d'histoire inédites durant sa première année d'existence, en grande partie parce que Gernsback a la réputation d'être lent à payer ses auteurs. C'est pourquoi des écrivains comme H. P. Lovecraft, H. G. Wells ou Murray Leinster évitent de lui proposer leurs histoires. Par conséquent, le magazine doit se tourner vers des auteurs moins réputés et des jeunes talents, dont les textes sont de qualité variable. Frederik Pohl les décrit ultérieurement comme « le type d'histoires que Gernsback lui-même écrivait, des sortes de catalogues de gadgets animés ». Gernsback découvre rapidement que son lectorat s'intéresse davantage aux récits d'aventures qu'aux inventions scientifiques, comme le prouve le succès de la publication du Gouffre de la Lune (en) d'Abraham Merritt.
À la fin des années 1920, Amazing Stories compte parmi ses auteurs réguliers des écrivains populaires mais quelque peu oubliés depuis, comme David H. Keller et Stanton A. Coblentz, et d'autres dont la popularité s'est maintenue, comme Edward E. Smith et Jack Williamson. Le numéro d'août 1928 voit le début de la publication de La Curée des astres, un roman de space opera de Smith. C'est un tel succès que T. O'Conor Sloane lui réclame immédiatement une suite. Ce même numéro voit également la première apparition du personnage de Buck Rogers dans la nouvelle « Armageddon 2419 A.D. (en) » de Philip Francis Nowlan.

### T. O'Conor Sloane et Raymond A. Fairman (1929-1949)

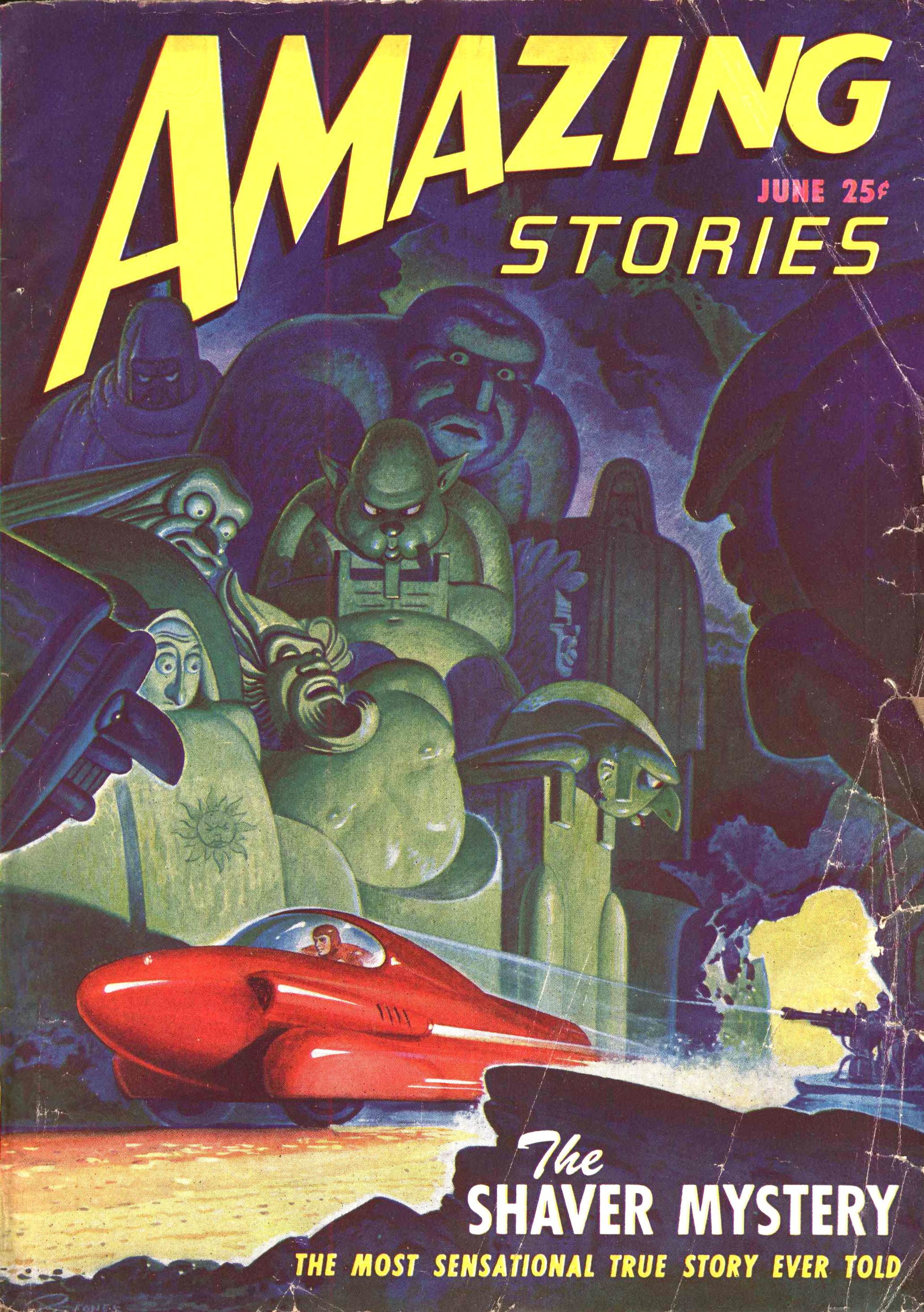
La couverture du numéro de juin 1947, entièrement consacré aux « mystères de Shaver ».

Le départ de Gernsback, en 1929, permet à T. O'Conor Sloane d'obtenir un contrôle total sur le contenu du magazine. Il a la réputation d'être lent à répondre aux auteurs qui lui envoient des manuscrits. Le lancement d'un magazine concurrent, Astounding Stories of Super-Science, en janvier 1930, détourne plusieurs auteurs d'Amazing Stories, car Astounding Stories répond plus rapidement aux auteurs et leur propose une meilleure rémunération. Ainsi, les histoires de qualité sont rares sous Sloane. Il édite néanmoins « The Lost Machine », l'une des premières nouvelles de John Wyndham, publiée dans le numéro d'avril 1932 sous le vrai nom de son auteur, John Beynon Harris. John W. Campbell et Howard Fast comptent parmi les auteurs ayant vendu leur première nouvelle à Sloane : « When the Atoms Failed » pour le premier (janvier 1930), « Wrath of the Purple » pour le second (octobre 1932),.
Raymond Palmer, qui prend en charge le magazine après son déménagement à Chicago, s'intéresse moins au potentiel éducatif de la science-fiction que Sloane. Il souhaite que Amazing Stories propose des histoires distrayantes et dépaysantes, sans se préoccuper de leur exactitude scientifique, ce qu'il résume en demandant à un de ses auteurs : « donnez-moi du boum boum » (« Gimme Bang Bang »). Il se débarrasse de presque tous les textes accumulés par Sloane au profit de nouvelles achetées à des écrivains de la région de Chicago qu'il connaît grâce à ses relations dans le fandom de la science-fiction,. Il introduit de nouvelles rubriques dans le magazine, comme un coin des collectionneurs et une colonne « À la rencontre des auteurs » (Meet the Authors). La quatrième de couverture illustrée, une expérience de Palmer, rencontre un franc succès,. En mars 1939, Amazing Stories publie la première nouvelle d'Isaac Asimov, Au large de Vesta (en).
Les années 1940 voient plusieurs écrivains devenir des contributeurs réguliers du magazine. David Wright O'Brien (en) et William P. McGivern produisent une grande quantité de textes pour Ziff Davis, souvent sous des pseudonymes comme « Alexander Blade », de même que John Russell Fearn, qui publie sous les pseudonymes « Thornton Ayre » et « Polton Cross ». Palmer encourage également le retour de vétérans des pulps comme Ed Earl Repp et Eando Binder, malgré les réticences d'une partie du lectorat dont le goût pour les histoires d'action et d'aventures ne les empêche pas de trouver vieillots des auteurs comme Harry Bates (en).
La première histoire de Richard S. Shaver (en), « I Remember Lemuria », paraît dans le numéro de mars 1946. Shaver affirme que toutes les catastrophes que connaît le monde sont dues à une race ancestrale à la technologie avancée qui vit dans des cités creusées sous la surface de la Terre. Dans le contexte de la fin de la Seconde Guerre mondiale, cette histoire, présentée comme un mélange de fiction et de vérité, séduit le lectorat d'Amazing Stories. Elle suscite un courrier des lecteurs massif (plus de 2 500 lettres au lieu des 40 à 50 habituelles), ce qui incite Palmer à publier une histoire de Shaver par numéro, allant jusqu'à consacrer la totalité du numéro de juin 1947 aux « mystères de Shaver ». À la demande de Ziff, les histoires de Shaver cessent d'apparaître régulièrement dans le magazine à partir de mars 1948 et Palmer quitte Amazing Stories l'année suivante. Son successeur, Howard Browne, « est bien décidé à ne plus laisser les fous en charge de l'asile », selon l'expression de Mike Ashley.

### Howard Browne et Paul W. Fairman (1950-1958)

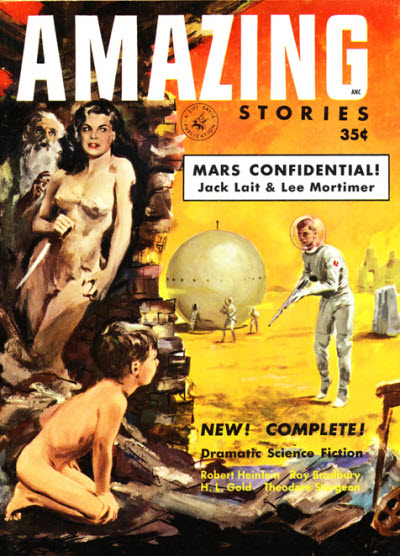
La couverture du numéro d'avril-mai 1953, le premier au format digest, avec un nouveau bandeau.

Dans le cadre de son projet d'une nouvelle version d'Amazing Stories, Browne achète des nouvelles de qualité supérieure comme Operation RSVP de H. Beam Piper et Satisfaction garantie d'Isaac Asimov. Malgré l'abandon du passage au format slick, elles paraissent tout de même dans le magazine. Ce changement de politique éditoriale ne passe pas inaperçu dans le cercle des auteurs de science-fiction, ce qui permet à Browne de recevoir des textes de bien meilleure qualité que Palmer. Les réguliers du magazine, comme Rog Phillips et Chester S. Geier, sont remplacés par des écrivains comme Fritz Leiber, Fredric Brown ou Clifford D. Simak. Browne découvre également des nouveaux talents dont la carrière décolle par la suite : Walter M. Miller, Mack Reynolds, John Jakes, Milton Lesser et Charles Beaumont publient tous leurs premières nouvelles dans Amazing Stories entre 1950 et 1951. Néanmoins, Browne publie également des histoires plus sensationnalistes, dignes de l'époque Palmer, comme Master of the Universe, une pseudo-histoire du futur de 1975 à 2575 éditée en plusieurs épisodes en 1952.
Le passage au format digest en 1953 s'accompagne d'un nouvel effort en vue de proposer des textes de meilleure qualité. Le premier numéro, daté d'avril-mai 1953, inclut ainsi des nouvelles de Ray Bradbury, Robert A. Heinlein, Richard Matheson, Theodore Sturgeon et Murray Leinster. Le niveau se maintient tout au long de l'année avec des textes comme Encounter in the Dawn d'Arthur C. Clarke et Or Else de Henry Kuttner, mais les restrictions budgétaires empêchent Browne de poursuivre dans cette direction. Comme dans les années 1940, le magazine entretient une écurie d'auteurs réguliers, mais ces derniers, parmi lesquels on trouve Harlan Ellison, Robert Silverberg et Randall Garrett, sont significativement plus talentueux ; d'ailleurs, ils ne publient pas que dans les magazines Ziff Davis. La situation reste la même après le départ de Browne, en 1956, et durant la brève période que passe Paul Fairman à la tête du magazine.

### Cele Goldsmith (1958-1965)

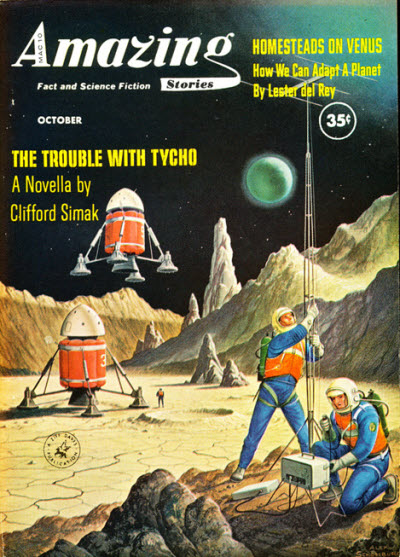
Le design des couvertures change à partir du numéro d'octobre 1960.

Dès ses premiers mois à la tête d'Amazing Stories, Cele Goldsmith a l'occasion de mettre en valeur deux écrivains célèbres : E. E. Smith et Isaac Asimov. Le numéro de mars 1959 voit le début de la prépublication de The Galaxy Primes, de Smith, ainsi qu'une réédition spéciale de la toute première nouvelle d'Asimov, Au large de Vesta, à l'occasion du vingtième anniversaire de sa parution dans le magazine. Goldsmith n'a jamais vraiment travaillé dans le domaine de la science-fiction et publie les histoires qui lui plaisent le plus, sans idées préconçues sur ce que doit ou ne doit pas être le genre. Elle donne ainsi sa chance à Ursula K. Le Guin, Roger Zelazny, Piers Anthony et Thomas M. Disch, autant d'écrivains publiés pour la première fois dans les pages d'Amazing et qui ont souligné par la suite l'influence de Goldsmith sur leurs carrières à leurs débuts. Le roman court de Zelazny Le Façonneur, édité en deux parties dans les numéros de janvier et février 1965, reçoit le prix Nebula du meilleur roman court la même année. L'ouverture d'esprit de Goldsmith permet également à des auteurs ne pouvant placer leurs nouvelles dans aucun autre magazine d'être publiés dans Amazing ou Fantastic, à l'image de Philip K. Dick ou David R. Bunch (en).
Après une période où les couvertures d'Amazing Stories sont principalement le fait d'Ed Valigursky (en), le début des années 1960 voit l'arrivée d'une palette d'illustrateurs plus variée, parmi lesquels Alex Schomburg, Leo Summers et Ed Emshwiller. Frank Paul, responsable de toutes les couvertures du magazine durant ses toutes premières années, réalise une couverture spéciale pour le numéro d'avril 1961, qui célèbre le 35e anniversaire de son lancement. Il s'agit de sa dernière couverture pour un magazine de science-fiction. Ce numéro anniversaire propose également des rééditions de nouvelles marquantes de Ray Bradbury et d'Edgar Rice Burroughs.

### Rééditions, puis Ted White (1965-1979)
Quand Sol Cohen rachète Amazing Stories et Fantastic, il décide de maximiser les bénéfices en remplissant les deux magazines d'histoires déjà parues. Il a acheté à Ziff Davis les droits de republication de toutes les nouvelles précédemment parues dedans, ainsi que dans les titres associés tels que Fantastic Adventures. Le nouveau rédacteur en chef, Joseph Wrzos, le convainc cependant d'inclure au moins un inédit dans chaque numéro, en puisant dans les achats de l'époque Goldsmith qui restent à publier. Le lectorat réagit d'abord favorablement à cette évolution, qui lui permet d'avoir accès à des histoires de qualité devenues introuvables. Les deux successeurs de Wrzos, Harry Harrison et Barry N. Malzberg, ne parviennent pas à convaincre Cohen de publier davantage de nouveautés.
Quand Ted White devient rédacteur en chef, en 1969, il pose pour condition le retour à un contenu entièrement inédit. Des rééditions continuent à remplir les pages d'Amazing Stories et Fantastic pendant plusieurs mois jusqu'au numéro de mai 1972, qui ne contient que de nouvelles histoires. White réintroduit également plusieurs rubriques qui avaient disparu, comme le courrier des lecteurs et The Clubhouse, une colonne destinée aux fans avec des actualités et des critiques de fanzines. Le magazine continue à proposer des articles scientifiques de Gregory Benford et David Book. La mise en page est entièrement refondue pour rendre le magazine « bien plus moderne et élégant ».
White est ouvert à tous types de récits : il accepte aussi bien les nouvelles traditionnelles que celles, plus expérimentales, influencées par le courant new wave britannique ou la vague psychédélique des années 1960. En 1971, il publie ainsi L'Autre Côté du rêve, un roman d'Ursula K. Le Guin sur un homme dont les rêves peuvent modifier la réalité, qui influence notamment James Tiptree Jr.. Ce positionnement s'explique en partie par les faibles cachets versés aux auteurs : alors que la concurrence paie entre 3 et 5 cents le mot, White ne peut offrir que 1 cent le mot à ses auteurs, ce qui nuit à ses efforts pour attirer de nouveaux noms. Il se concentre donc sur ceux qui n'arrivent pas à être publiés ailleurs, ou ceux qui hésitent à se lancer dans un métier mal rémunéré, comme Gordon Eklund, qu'il convainc en offrant de lui acheter toutes ses histoires. L'ouverture d'esprit de son rédacteur en chef fait qu'Amazing Stories accueille davantage de récits comprenant des passages sexuels que la concurrence, ce qui n'est pas sans choquer une partie de son lectorat. C'est néanmoins sous Ted White que le magazine s'éloigne le plus de sa réputation de pulp publiant de la science-fiction convenue ; il est considéré a posteriori comme le plus exigeant de ses rédacteurs en chef, à l'exception de Cele Goldsmith.

### Après Ted White (depuis 1979)
Elinor Mavor, qui remplace Ted White en 1979, n'a aucune expérience des magazines de science-fiction et ignore la controverse entourant la rémunération des auteurs pour leurs nouvelles rééditées. Le budget à sa disposition est extrêmement réduit et elle ne bénéficie pas d'une réserve d'histoires à publier très grande, ce qui la contraint à remplir ses premiers numéros avec un certain nombre de rééditions. Elle tente quelques expériences durant sa première année à la tête du magazine, par exemple en présentant le début d'une histoire sur la quatrième de couverture afin d'inciter le lecteur à acheter le magazine pour découvrir la suite. Elle lance également une bande dessinée interactive dont le scénario évolue selon les choix des lecteurs. Ce n'est pas un succès et l'idée est abandonnée après seulement trois épisodes.
Dans un premier temps, Mavor doit surtout faire appel à des écrivains débutants. Elle donne leur chance à des jeunes auteurs comme Michael P. Kube-McDowell, John E. Stith (en) et Richard Paul Russo. Dans le premier numéro qu'elle édite, elle fait appel aux lecteurs pour rassembler actualités et critiques, rubriques qui font leur apparition un peu plus tard. Robert Silverberg lance également une série d'éditoriaux à partir de 1981. Les illustrations sont de grande qualité, avec des artistes comme Stephen Fabian (en) et David Mattingly. Au fil du temps, Mavor parvient à redorer quelque peu le blason d'Amazing Stories auprès des auteurs de renom. Après la fusion avec Fantastic, le magazine attire des écrivains comme Orson Scott Card, George R. R. Martin et Roger Zelazny. Moon of Ice de Brad Linaweaver, parue en mars 1982, est nommée pour le prix Nebula du meilleur roman court, tout comme « Variantes douteuses » (Unsound Variations) de Martin, parue dans le numéro précédent, qui est également nommée pour le prix Hugo équivalent.
Pour James Gunn, les années 1980 d'Amazing Stories voient les éditeurs successifs du magazine (Mavor, Scithers et Price) échouer à maintenir le niveau atteint par Ted White au cours de la décennie précédente. Brian Stableford est plus indulgent : il souligne que Scithers et Price se sont efforcés de publier des textes de qualité et que le magazine bénéficie à partir de 1991 d'une mise en page de grande qualité, sans rivale dans la concurrence.
La version d'Amazing Stories relancée par Wizards of the Coast en 1998 s'ouvre à d'autres formes de médias, chaque numéro étant censé contenir deux ou trois récits inspirés de films, de séries télévisées ou de jeux. Au début de l'an 2000, le numéro 600 propose des nouvelles de Harlan Ellison et Pamela Sargent ainsi qu'une rétrospective, avec une histoire tirée du no 100, une du no 200 et ainsi de suite jusqu'au no 500.
Paizo poursuit dans la même direction que Wizards of the Coast, avec davantage de textes liés à des films ou à des comics qu'à la science-fiction à proprement parler, et décline également le magazine sous forme de blog. Le premier numéro publié par Paizo présente des contributions de Harlan Ellison, Bruce Sterling et Gene Wolfe,. Malgré un accueil favorable des textes, la publication est rapidement suspendue. Le magazine demeure inactif jusqu'à ce que Steve Davidson relance une version en ligne en 2012.

## Adaptations
Steven Spielberg acquiert au début des années 1980 la licence du magazine dont il était lecteur dans sa jeunesse afin de créer une série télévisée d’anthologie fantastique. La série Amazing Stories est diffusée aux États-Unis sur NBC entre le 29 septembre 1985 et le 10 avril 1987. Elle comprend deux saisons et 45 épisodes. En France, elle est programmée pour la première fois à partir du 16 juillet 1992 sur Antenne 2 sous le titre Histoires fantastiques.
Les trois épisodes Papa Momie, La Mascotte et La Mauvaise Tête sont sortis au cinéma en Europe sous forme d’un long-métrage, distribué en France le 3 juillet 1987. L'épisode de la saison 2 Chien de salon a servi de base à Family Dog, une série en dix épisodes diffusée sur CBS en 1993.
En 2020, un reboot également nommé Amazing Stories (en français Histoires Fantastiques) produit par Amblin Television est lancé sur Apple TV+. Il comprend une saison de cinq épisodes.

## Données éditoriales

### Rédacteurs en chef

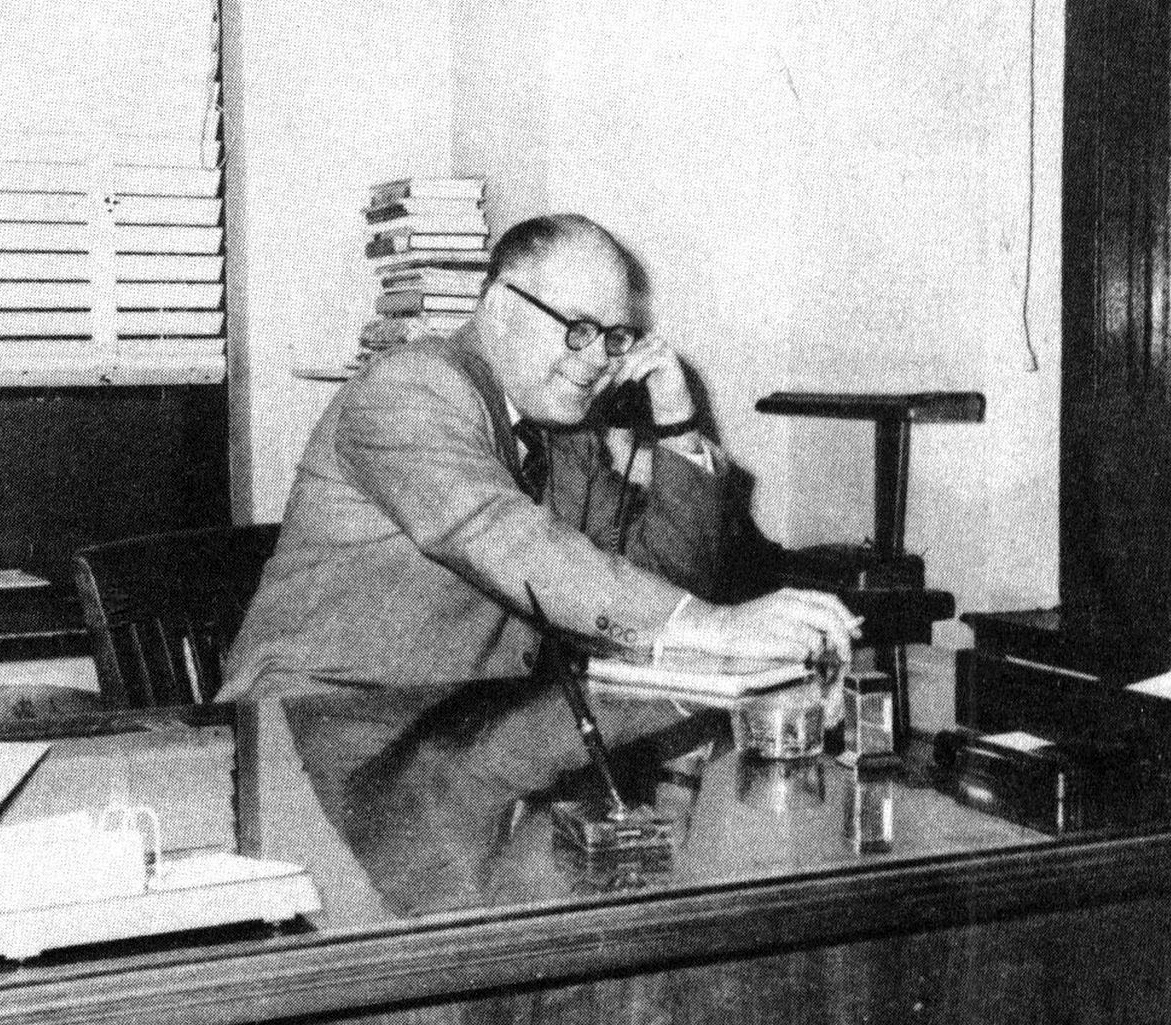
Howard Browne en 1952.

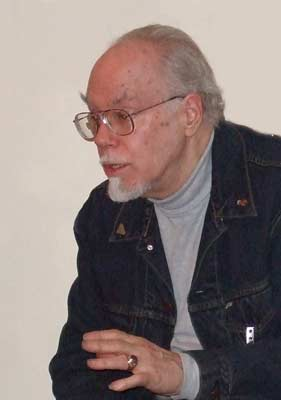
Ted White en 2007.

| Nom                  | Début          | Fin            | Remarques                                                          |
| -------------------- | -------------- | -------------- | ------------------------------------------------------------------ |
| Hugo Gernsback       | avril 1926     | avril 1929     | L'édition des textes de fiction est assurée par T. O'Conor Sloane. |
| Arthur Lynch         | mai 1929       | octobre 1929   | L'édition des textes de fiction est assurée par T. O'Conor Sloane. |
| T. O'Conor Sloane    | novembre 1929  | mai 1938       |                                                                    |
| Raymond A. Palmer    | juin 1938      | décembre 1949  |                                                                    |
| Howard Browne        | janvier 1950   | août 1956      | Il cesse d'éditer le magazine au printemps 1956 (dès mai ou juin). |
| Paul W. Fairman      | septembre 1956 | novembre 1958  |                                                                    |
| Cele Goldsmith Lalli | décembre 1958  | juin 1965      | Norman Lobsenz joue brièvement un rôle de consultant.              |
| Joseph Wrzos         | août 1965      | octobre 1967   | Sous le pseudonyme de Joseph Ross,.                                |
| Harry Harrison       | décembre 1967  | septembre 1968 |                                                                    |
| Barry N. Malzberg    | novembre 1968  | janvier 1969   |                                                                    |
| Ted White            | mars 1969      | février 1979   |                                                                    |
| Elinor Mavor         | mai 1979       | septembre 1982 | Sous le pseudonyme d'Omar Gohagen jusqu'en août 1981.              |
| George H. Scithers   | novembre 1982  | juillet 1986   |                                                                    |
| Patrick Lucien Price | septembre 1986 | mars 1991      |                                                                    |
| Kim Mohan (en)       | mai 1991       | été 2000       |                                                                    |
| Dave Gross (en)      | septembre 2004 | décembre 2004  |                                                                    |
| Jeff Berkwits (en)   | janvier 2005   | mars 2005      |                                                                    |
| Steve Davidson       | juillet 2012   | avril 2014     |                                                                    |
| Ira Nayman           | septembre 2018 | octobre 2022   |                                                                    |
| Lloyd Penney         | novembre 2022  |                |                                                                    |

### Maisons d'édition
| Période                        | Maison d'édition                | Lieu         |
| ------------------------------ | ------------------------------- | ------------ |
| avril 1926 – juin 1929         | Experimenter Publishing         | New York     |
| juillet 1929 – octobre 1930    | Experimenter Publications       | New York     |
| novembre 1930 – septembre 1931 | Radio-Science Publications      | New York     |
| octobre 1931 – février 1938    | Teck Publishing Corporation     | New York     |
| avril 1938 – février 1951      | Ziff Davis                      | Chicago      |
| mars 1951 – juin 1965          | Ziff Davis                      | New York     |
| août 1965 – février 1979       | Ultimate Publishing             | New York     |
| mai 1979 – juin 1982           | Ultimate Publishing             | Scottsdale   |
| septembre 1982 – mai 1985      | Dragon Publishing               | Lake Geneva  |
| juillet 1985 – hiver 1995      | TSR                             | Lake Geneva  |
| septembre 2004 – mars 2005     | Paizo Publishing                | Bellevue     |
| depuis juillet 2012            | Experimenter Publishing Company | Hillsborough |